# ابوبکر بیهقی
احمد بن حسین بن علی بن موسی خراسانی بیهقی معروف به امام بیهقی از محدثان برجستهٔ اهل سنت شافعی مذهب ایرانی بود. وی از پیروان مکتب اشعریه بوده‌است.